# Magdalena Skipper

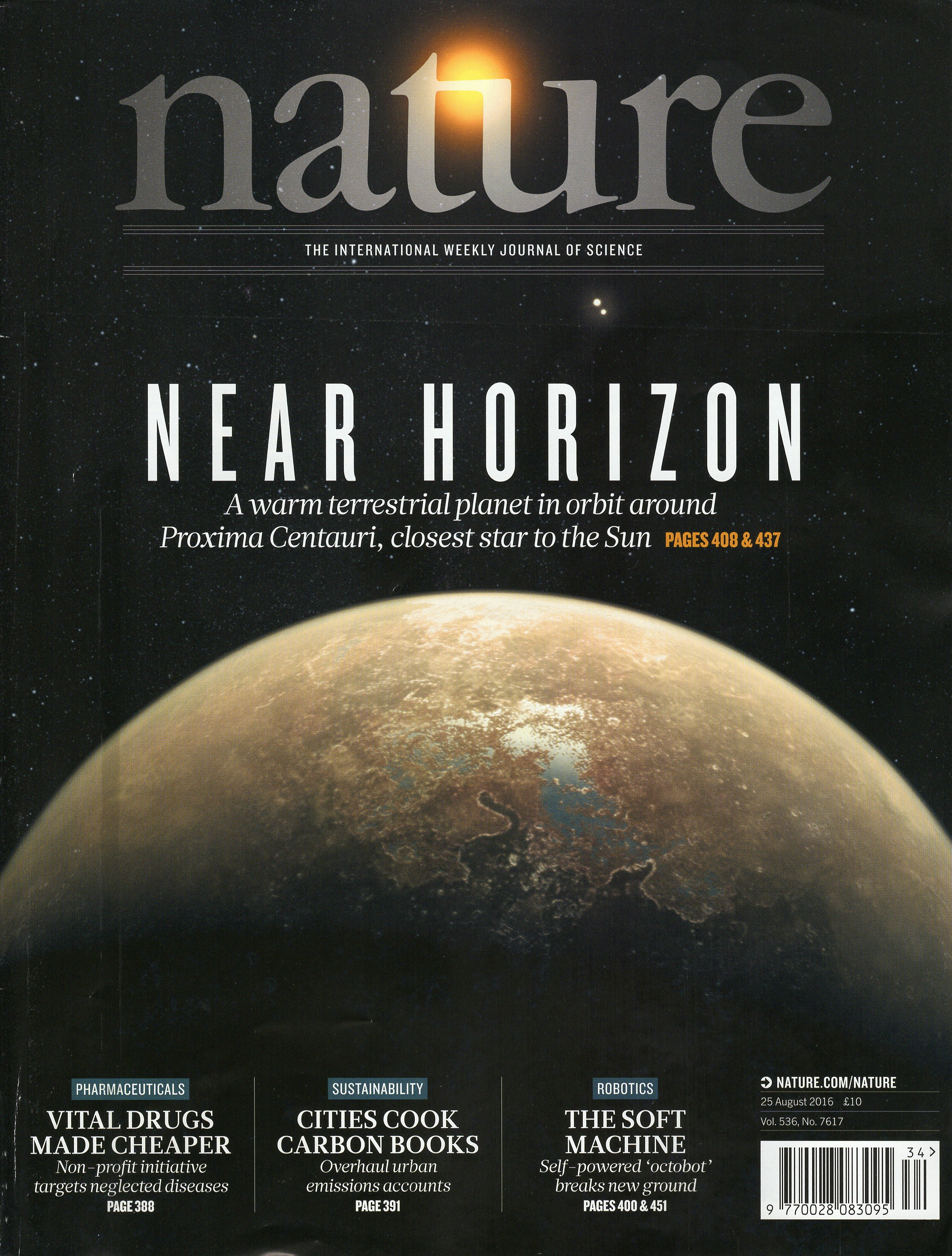
Portada de la revista Nature.

Magdalena Skipper es la actual (2025) editora de la revista Nature. Con anterioridad lo fue de Nature Reviews Genetics y de la revista de acceso libre Nature Communications.

## Biografía
Skipper obtuvo un grado en Genética por la Universidad de Nottingham. Completó su formación con el doctorado en 1998 en la Universidad de Cambridge, donde trabajó en el laboratorio de Jonathan Hodgkin sobre la determinación del sexo en el gusano Caenorhabditis elegans. También es miembro de Corpus Christi College, Cambridge.

## Investigación
Tras completar su doctorado, se incorporó al Consejo de Investigación Médica del Laboratorio de Biología Molecular (LMB) de Cambridge. Trabajó brevemente como postdoctoral Fellow en el Imperial Cancer Research Fund, trabajando en la vía de señalización notch de pez cebra en desarrollo intestinal.
Skipper se unió a la revista Nature y más tarde, en 2001, fue nombrada editora asociada de Nature Reviews Genetics. Interesada en la divulgación científica, en 2002 se convirtió en editora de Nature Reviews Genetics, y en 2008 editora asociada. Forma parte del Consejo Consultivo del Centro para la Medicina personalizada de la Universidad de Oxford. Skipper trabajó brevemente como directora científica del Instituto Altius de Ciencias Biomédicas, en Seattle.
En 2018 trabajó con la Naturaleza y las Compañías de Estée Lauder para el lanzamiento de un concurso mundial de la mujer en la ciencia. Ella se convirtió en la primera mujer del editor-en-jefe de Nature en sus más de 150 años de historia en mayo de 2018, cuando sucedió a Philip Campbell . Ella ha declarado que tiene la intención de asegurarse de que la ciencia es reproducible y robusto, así como hacer más para apoyar a principios de su carrera de los investigadores.